# Narichona
Narichona is een geslacht van kevers uit de familie bladkevers (Chrysomelidae).
De wetenschappelijke naam van het geslacht werd in 1883 gepubliceerd door Theodor Franz Wilhelm Kirsch.

## Soorten
- Narichona haroldi (Kirsch, 1883)
- Narichona weyrauchi Bechyne, 1958